# Iuiú
Iuiú là một đô thị thuộc bang Bahia, Brasil. Đô thị này có diện tích 1095,715 km², dân số năm 2007 là 9862 người, mật độ 9 người/km².